# Paris-Roubaix de 1997
A 95.ª edição da Paris-Roubaix celebrou-se a 13 de abril de 1997. Foi vencida pelo francês Frédéric Guesdon, quem ganhou ao sprint a um grupo de outros sete corredores.
Até o dia de hoje é a última vitória na Paris-Roubaix conseguida por um francês.

## Classificação final
| Posição | Ciclista           | Equipa             | Tempo   |
| ------- | ------------------ | ------------------ | ------- |
| 1       | Frédéric Guesdon   | Française des Jeux | 6h38'10 |
| 2       | Jo Planckaert      | Lotto-Mobistar     | s.t.    |
| 3       | Johan Museeuw      | Mapei-GB           | s.t.    |
| 4       | Andrei Tchmil      | Lotto-Mobistar     | s.t.    |
| 5       | Davide Casarotto   | Scrigno            | s.t.    |
| 6       | Rolf Sørensen      | Rabobank           | s.t.    |
| 7       | Marc Wauters       | Lotto-Mobistar     | s.t.    |
| 8       | Frédéric Moncassin | GAN                | s.t.    |
| 9       | Rolf Aldag         | Deutsche Telekom   | a 14"   |
| 10      | Henk Vogels        | GAN                | a 25"   |